# Weisenau (Helm)
Der kaiserlich-gallische Weisenau-Helmtypus, benannt nach dem Fundort Mainz-Weisenau, der sich im Laufe seiner Entwicklung in verschiedene Formen aufspaltet, ist die bekannteste römische Helmbauart.

## Entwicklung
Der Weisenau taucht erst in spätrepublikanischer Zeit im Fundgut auf und verdrängte langsam, während der claudisch-neronischen Herrschaft, seine Vorgänger, darunter den jahrhundertelang getragenen, einfach konstruierten bronzenen Montefortino-Helm. Während der inneren und äußeren Wirren des 3. Jahrhunderts kommt die Fortentwicklung der zuletzt schwergepanzerten Weisenau-Helme zum Erliegen und wird ab etwa 260 n. Chr. durch Spangenhelme vom Typ Der-el-Medineh ersetzt. Die Forschung geht heute davon aus, dass der Weisenau zunächst ein typischer Infanteriehelm war, der in aufwendigeren Formen bei den Legionen und in einfachen Ausführungen bei den Hilfstruppen zum Einsatz kam. Das Eisen des Helmes wurde zumindest bei den Offiziershelmen aus Gründen des Rostschutzes verzinnt und anschließend aufpoliert, um ihm den gewünschten Glanz zu verleihen.

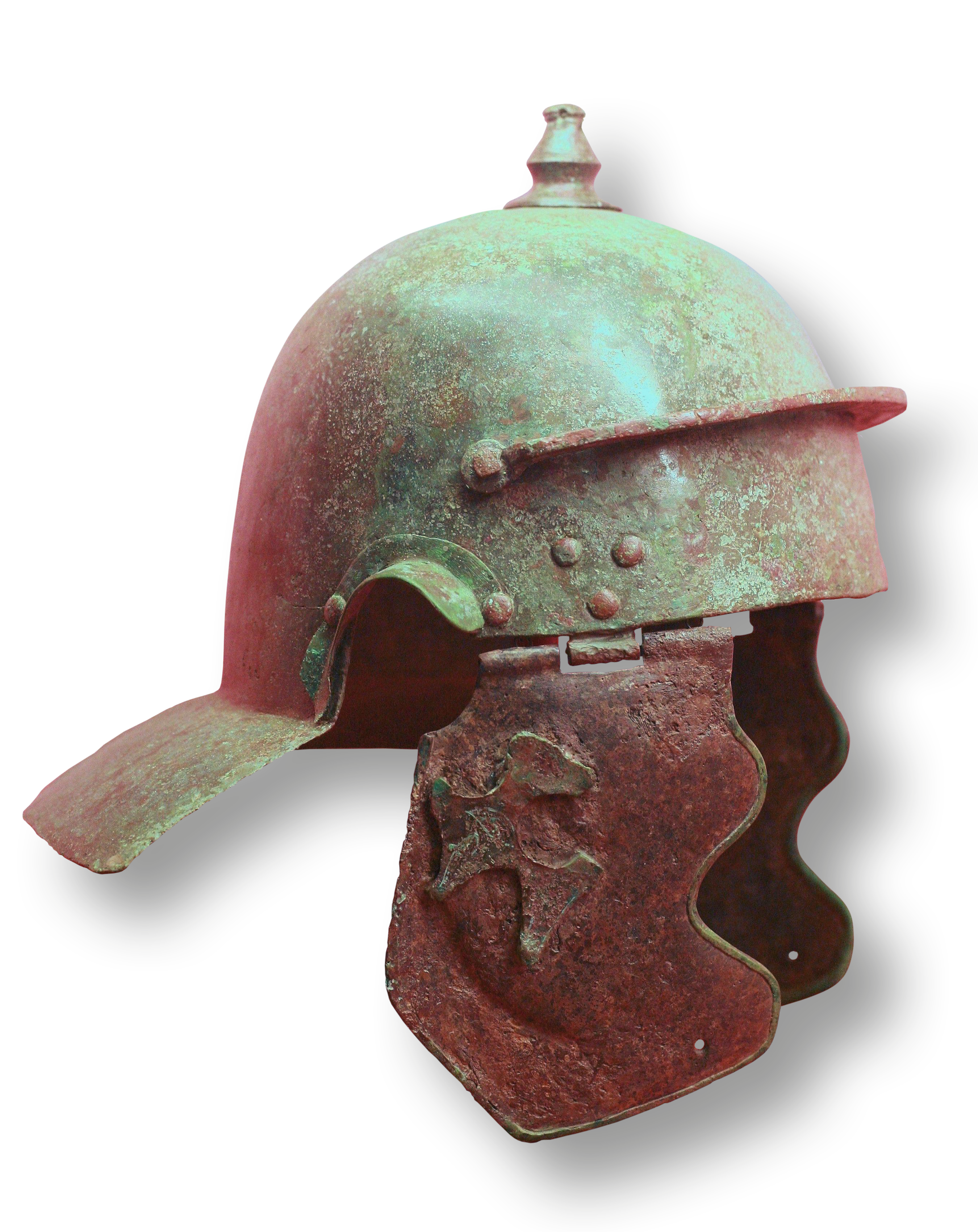
Kaiserlich-Gallischer Helm vom Typ Weisenau aus der Mitte des 1. Jh. n. Chr. Privatbesitz im Museum Carnuntinum

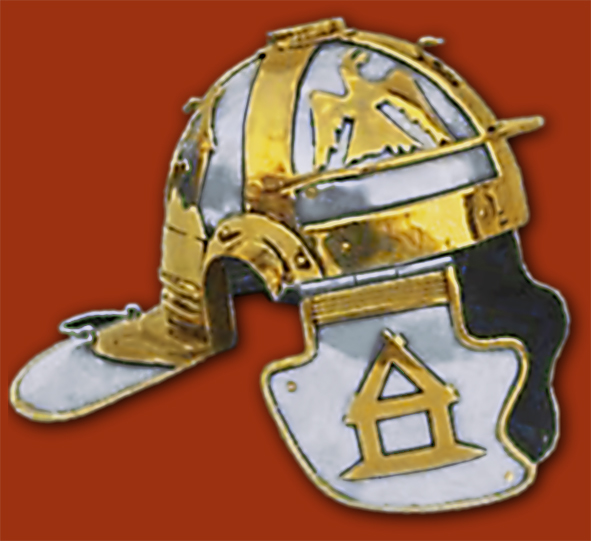
Ein einzigartiges Sondermodell des Typs Weisenau (Nachbildung) aus der Mitte des 1. Jh. n. Chr. ist dieser als Kaiserlich-Italischer D-Helm, Typ Mainz, bezeichnete Kopfschutz einer unbekannten Spezialeinheit. Es gibt nur zwei bisher gefundene Exemplare. Einer stammt aus Mainz, der andere aus Hofheim.

Der Historiker und Experimentalarchäologe Marcus Junkelmann nahm an, dass die ersten Exemplare des Weisenaus, der in seiner ausgereiften Form des 1. Jahrhunderts n. Chr. als handwerklich schönster römischer Legionärshelm gilt, vielleicht nur von Offizieren getragen wurden. Als frühes Beispiel konnten Reste des Helms zusammen mit seinem Vorgänger vom Typ Hagenau auf dem Schlachtfeld bei Kalkriese (9 nach Chr.) nachgewiesen werden. Mitte des 1. Jahrhunderts n. Chr. ist der Weisenau zum Standardhelm der römischen Armee geworden.
Im späten 1. Jahrhundert wurde der Nackenschutz aus bisher unbekannten Gründen kürzer und mehr in horizontaler Lage getragen. Im 2. Jahrhundert glich der Weisenau noch stark seinen Vorgängern aus der Mitte des 1. Jahrhunderts, doch nun wurde er mit zwei sich überkreuzenden Verstärkungsschienen über der Kalotte ausgestattet. Es wird angenommen, dass diese Maßnahme mit den Dakerkriegen in Verbindung steht, um den Legionär besser gegen die großen zweihändigen Sichelschwerter dieser Völker zu schützen. Der Helm wurde anscheinend von den Mannschaften nun ohne Busch getragen. In dieser Zeit begann man außerdem damit, den Weisenau tiefer zu ziehen( Typ Niederbieber) und gab ihm im 3. Jahrhundert einen steil abfallenden Nackenschutz. Die Unterschiede zwischen Reiterhelmen und Legionärshelmen begannen zu verwischen, das klassische Bild des römischen Legionärs wandelte sich stark. Späte Weisenau-Exemplare umschließen das Gesicht des Trägers fast so fest wie mittelalterliche Helme. Wesentliches Erkennungsmerkmal aller Weisenau-Helme blieb aber immer der links und rechts auf der Kalotte festgenietete Stirnbügel, welcher frontale Hiebschläge mildern sollte.

### Herstellung
Seit dem Fund eines Helms vom Typ Niederbieber, der offensichtlich als Halbfabrikat in einen Brunnen des Lagerdorfes von Rainau-Buch gelangte, hat die Forschung auch über den Ablauf eines Herstellungsprozesses Kenntnisse erlangt. Diesem Bronzehelm, einer Spätform des Weisenau-Helmes, fehlen verschiedene Einzelteile, die in weiteren Arbeitsschritten hätten aufgebracht werden müssen. So der Tragehenkel auf dem breiten, abfallenden Nackenschirm, für den bereits die beiden Ösen angebracht waren, der gekreuzte Messingbügel auf der Kalotte und die bei dem Typ Niederbieber sehr ausgeprägte, weitausgestellte und zur Stirnmitte hin spitz zulaufende waagrechte Stirnleiste. Die für das Anbringen dieser Einzelteile notwendigen Bohrungen in der Kalotte waren ebenfalls noch nicht vorhanden.

## Klassifizierungen des Typus Weisenau
Zu Beginn der 1970er Jahre begannen im englischsprachigen Raum neue, wegweisende Forschungen zur Ausrüstung der römischen Armee. Hervorzuheben sind dabei die grundlegenden Arbeiten des britischen Waffenexperten H. Russell Robinson (1975) zur Helmtypologie und die praktischen Auswertungen in Form von Rekonstruktionen, die Michael Simkins vornahm. Besonders im angloamerikanischen Raum haben sich seither die damals geschaffenen Begrifflichkeiten durchgesetzt. Danach wird zwischen dem aus Eisen geformten „Kaiserlich-Gallischen“ sowie dem bronzenen und eisernen „Kaiserlich-Italischen“ Typ unterschieden. Die Bezeichnung „Kaiserlich-Gallischen“ deutet an, dass dieser Helm in keltisch-römischen Werkstätten entwickelt wurde, denn die Kelten hatten damals schon eine lange Tradition in der Herstellung von Eisenhelmen. Die Vorläufer des „Kaiserlich-Gallischen“ Helms waren die keltischen Typen Agen/Port, welche in die Mitte des 1. Jahrhunderts v. Chr. datiert werden. Deutliche Zeichen dieses keltischen Ursprungs waren die stilisierten Augenbrauen auf dem Stirnteil, stark eingeschnittene Wangenklappen und die Querriefelung über dem anfangs waagrecht, später dann abgesenkt und schräg nach unten führenden Nackenschutz. Insgesamt ist die Schutzwirkung dem seiner Vorgänger weit überlegen.
| Klassifizierung nach H. Russell Robinson |              |   |             |           |   |   |            |                   |              |   |   |
| Kaiserlich-Gallisch                      | A            | B | C           | D         | E | F | G          | H                 | I            | J | K |
| Name                                     | Typ Nijmegen |   |             |           |   |   | Typ Worms  | Typ Augsburg      | Typ Aquincum |   |   |
| Kaiserlich-Italisch                      | A            | B | C           | D         | E | F | G          | H                 |              |   |   |
| Name                                     |              |   | Typ Cremona | Typ Mainz |   |   | Typ Hebron | Typ Niedermörmter |              |   |   |

Kopfbedeckungen, die Robinson als Hilfstruppenhelme klassifiziert, welche aber auch zum Typus Weisenau gehören:
- Auxiliar-Infanterie A
- Auxiliar-Infanterie B
- Auxiliar-Infanterie C
- Auxiliar-Infanterie D

Da seit 1975 eine Vielzahl neuer Weisenau-Varianten, Untergruppen und Mischformen bekannt wurde – so fehlen in Robinsons Liste Helme wie beispielsweise ein angeblich aus einem bulgarischen Grab stammender Kavallerie-Maskenhelm vom Typ Weisenau/Kalkriese – wird heute manchmal auf die differenzierte Buchstabennummerierung verzichtet, welche sich so spezialisiert in Deutschland auch nie wirklich durchsetzen konnte. Hier klassifiziert man die Helme traditionell zumeist nach ihrem ersten beschriebenen Fundort (z. B. „Typ Weisenau/Mainz“). Im angloamerikanischen Raum werden heute manchmal zu den Buchstaben Zahlen gesetzt, welche die Unterklassen des jeweiligen Helmtyps bilden (z. B. „Kaiserlich-Gallisch A 4, Typ Guttmann“). Zudem setzt sich in Großbritannien und den USA neben dem dort üblichen Oberbegriff „Kaiserlicher Helm“ (Imperial helmet) verstärkt der in der deutschen Forschung übliche Gattungsname „Weisenau“ durch. Da Robinson beispielsweise den Helm vom Typ Heddernheim als „Auxiliary Cavalry E“ klassifiziert hat, wird nicht deutlich, dass dieses Modell zu den späten Weisenau-Modellen gehört und auch bei der Infanterie getragen wurde. Ein weiterer von Robinson als Reiterhelm definierter Helm (Typ Niederbieber; auch Typ Rainau-Buch/Niederbieber genannt), der in die erste Hälfte des 3. Jahrhunderts datiert, wird von Junkelmann als Infanteriehelm angesprochen und gehört mit dem Typ Niedermörmter auch noch in die Spätphase des Weisenau-Helms.

## Helmbusch („crista“)

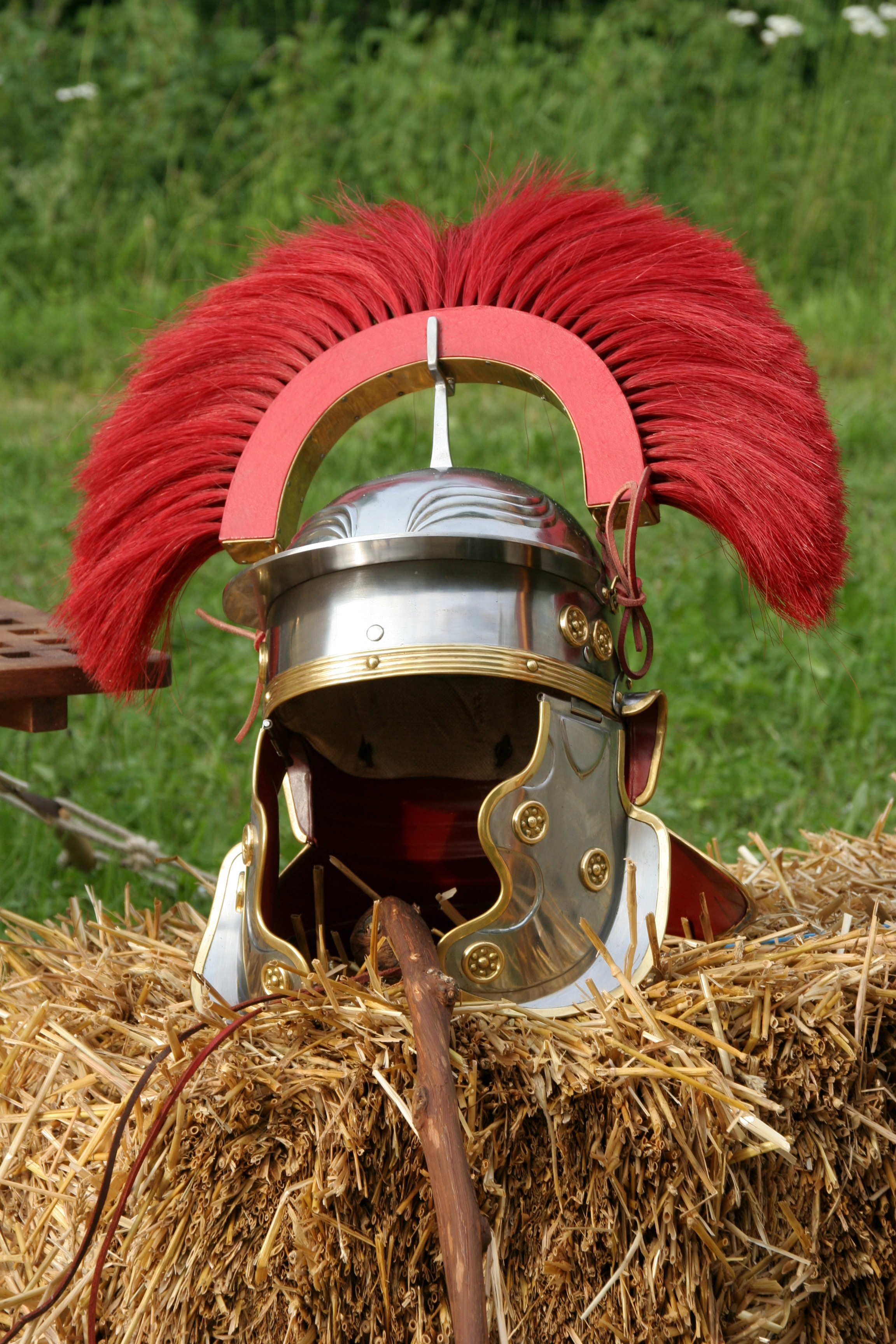
Weisenau-Helm vom Typ Kaiserlich-Gallisch H (Augsburg) mit der mit crista transversalis eines Zenturios (Nachbildung) aus der Regierungszeit von Kaiser Augustus

Zu Helmen des Typus Weisenau gehören Helmbuschhalter, die zur Aufnahme und Befestigung des Busches aus Rosshaar dienten. Dieser gabelförmige Helmbuschhalter wurde mit seinem Fuß in eine bronzene oder eiserne waagrecht aufgenietete Tülle, welche sich auf dem Helm befindet, geschoben. Die von früheren römischen Helmen bekannten massiven Knöpfe zur Aufnahme des Buschen gibt es beim Weisenau nicht mehr. Die gefundenen Helme weisen eine oder zwei Tüllen auf.
Der wie ein großer Hahnenkamm wirkende Busch selber wurde noch an zwei Ösen befestigt, die bei Mannschaftshelmen vorne und hinten auf die Kalotte genietet waren und bei Centurionen seitlich zu finden sind, da diese den Kamm quergestellt trugen. Der Helmbusch wurde nur zu speziellen Anlässen aufgesteckt. Zum normalen Dienstalltag gehörte er nicht. Ab der ersten Hälfte des 2. Jahrhunderts wurde kein Busch mehr getragen.

## Moderne Darstellungen
Die meisten modernen Reenactment-Gruppen tragen den Weisenau-Helm und auch Hollywood hat ihn zu dem Römerhelm schlechthin erkoren. Dabei ist er besonders den Filmemachern für jedes Zeitalter römischer Geschichte gut genug, ob dieser Film nun zur Zeit Hannibals spielt oder Attila zum Thema hat.
Der Weisenau wird trotz hervorragender archäologischer Dokumentation in diesen Filmen zumeist verfremdet oder gar verfälscht wiedergegeben, wozu auch die antiken Steinmetze unbewusst beigetragen haben.
Die in Stein gehauenen Darstellungen römischer Helme zeigen immer viel zu schmale Wangenklappen. Von jeher fanden aufgrund dieser Vorlagen falsche Darstellungen römischer Helme statt. Malereien des Barock manifestierten diese schmalen Wangenklappen ebenso, wie eine Unzahl an Sandalenfilmen aus Hollywood und Italien. Noch nie konnte indes ein Helm mit solchen Wangenklappen archäologisch nachgewiesen werden. Die zu schmalen Wangenklappen sind in Wirklichkeit als Kunstgriff antiker Künstler zu verstehen. Durch eine gravierend schmalere Darstellung der Wangenklappen war es nämlich erst möglich, das Gesicht der abzubildenden Person deutlich werden zu lassen. Echte römische Wangenklappen bedecken einen Großteil der Gesichtsfläche und hätten es den antiken Künstlern sehr erschwert, individuelle Züge und Gesichtsausdrücke wiederzugeben.
Mit diesem und anderen idealisierenden Kunstgriffen haben die Menschen der Antike aber auch ein vollkommen falsches, anscheinend nicht ausrottbares römisches Helmbild bis in unsere Zeit manifestiert.